# سبوتنك 2

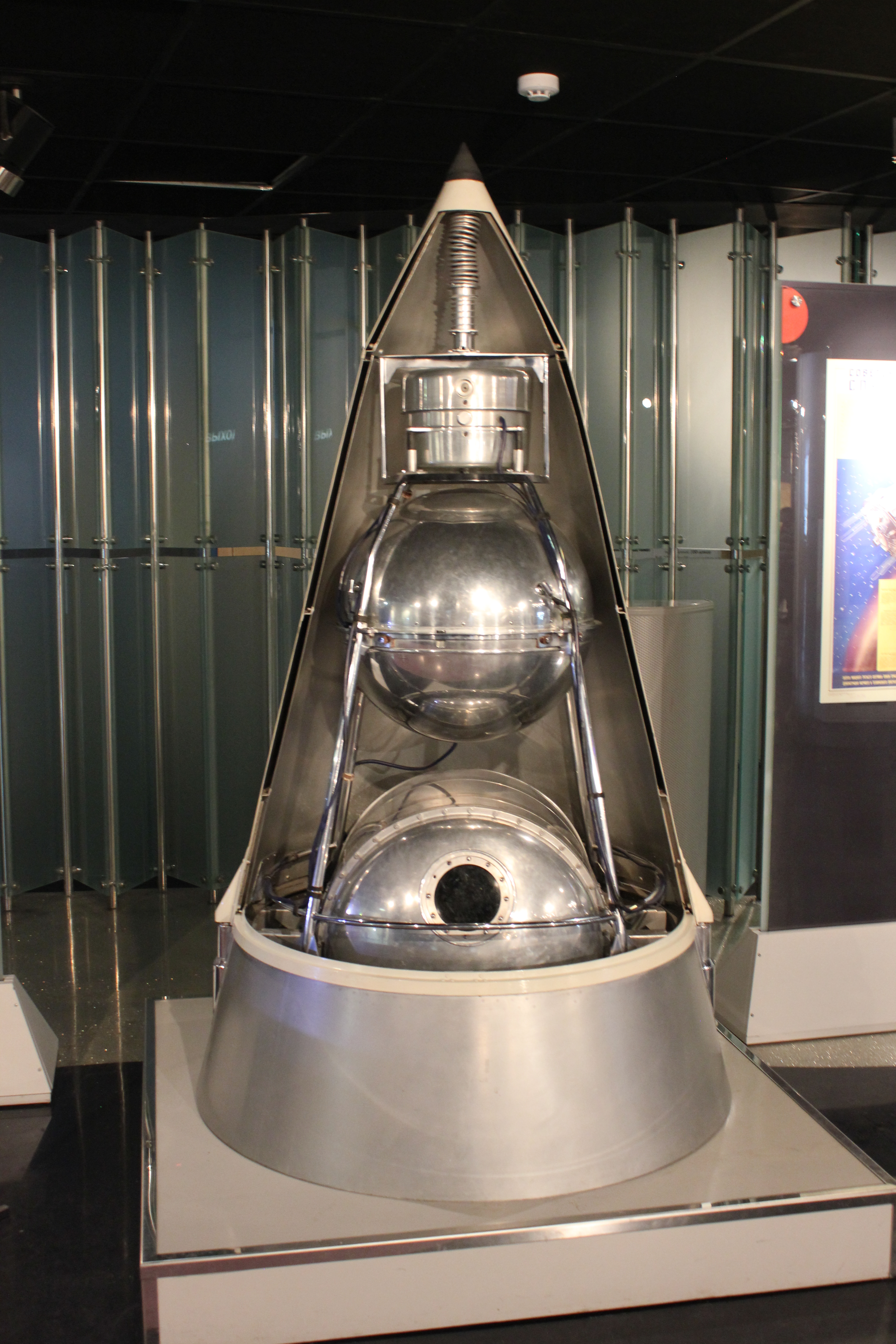

سبوتنك 2 (بالروسية: Спутник-2) هو قمر اصطناعي ويعتبر ثاني الأقمار الصناعية التي تسبح في الفضاء، بعد سابقه سبوتنك 1، وقد أطلقه الاتحاد السوفييتي في 3 نوفمبر 1957م بنجاح.
انطلق الصاروخ آر-7 ذو الثلاث مراحل، وكان الساتل أو القمر الصناعي هو مرحلته الثالثة، وهو حامل لأجهزة لقياس الأشعة الكونية والأشعة الفوق بنفسجية، وحمل هذا الساتل أيضاً كائناً حياً هو كلبة من كلاب الإسكيمو، وهي الكلبة لايكا ولقد وضعت الكلبة في غرفة مكيفة الهواء واستخدمت أجهزة لقياس ضربات قلب الكلبة وضغط دمها، وكانت المستشعرات موصلة بجهاز إرسال يرسل البيانات التي تتلقاها هذه المستشعرات إلى محطات المراقبة الأرضية.
توفيت هذه الكلبة ولاقت مصيرها المحتوم، ولكن كان لابد من ذلك لاستيضاح ومعرفة المزيد عن حالة الكائنات الحية ومن ضمنها الإنسان عندما يكون في الفضاء خارج كوكب الأرض.

## أعلام
- لايكا